# 시모우와촌
시모우와촌(下宇和村)은 에히메현 히가시우와군에 설치되었던 촌이다. 현재의 세이요시에 해당한다.